# Udarser Wiek

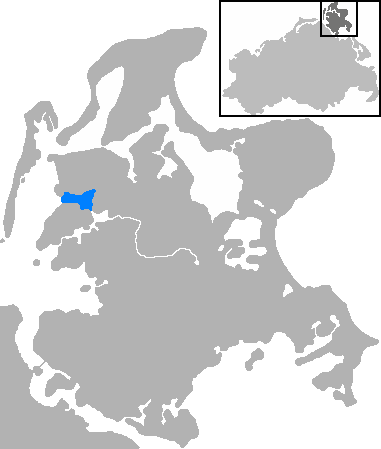
Die Udarser Wiek

Die Udarser Wiek ist eine etwa 8 km² große lagunenartige Bucht der Ostsee zwischen den Inseln Rügen im Norden und Ummanz im Süden. Im Westen geht der Bodden in den Schaproder Bodden über und im Südosten an der Gahlitz in den Koselower See. Am Nordwestende der Bucht liegt die Insel Öhe.
Die Udarser Wiek ist sehr flach (meist unter 1,5 Meter).
Benannt wurde die Bucht nach dem auf Rügen liegenden Schaproder Ortsteil Udars. Der Bodden ist Teil des Nationalparks Vorpommersche Boddenlandschaft und er gehört zu den Westrügener Bodden.